# Antigua casa de máquinas de vapor de Sanssouci

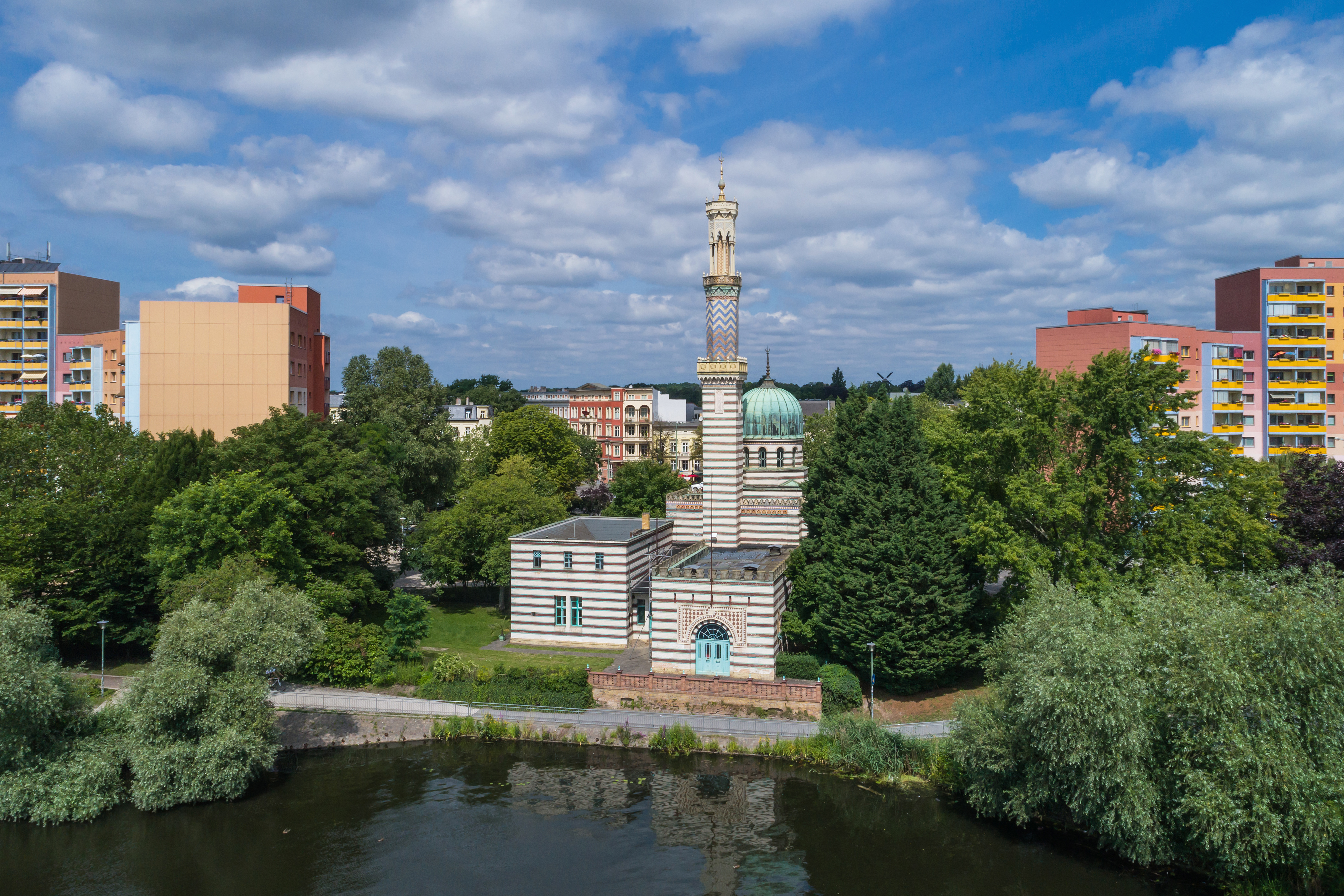
La casa de máquinas de vapor

La antigua casa de máquinas de vapor para Sanssouci – también llamada “casa de bombas” o “mezquita”. – se encuentra en Potsdam en Neustädter Havelbucht. Fue creado a pedido del rey Federico Guillermo IV de Prusia entre 1841 y 1843 bajo la dirección de Friedrich Ludwig Persius para operar la gran fuente frente al Palacio de Sanssouci. Es uno de los hitos históricos de la ingeniería civil en Alemania  y es un ejemplo destacado de la arquitectura oriental.

## historia

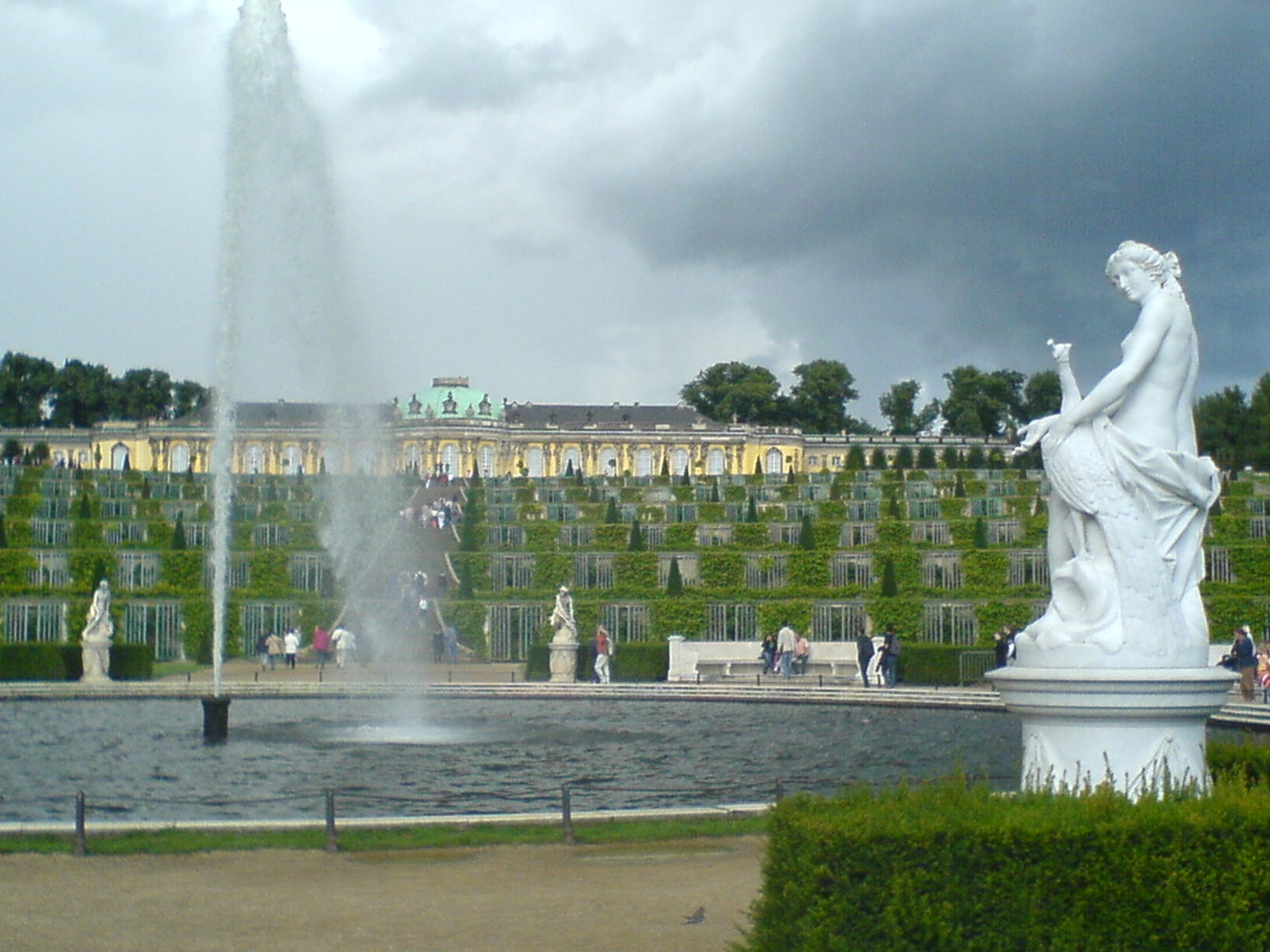
La Gran Fuente frente al Palacio Sanssouci

Ya en el siglo XIX, Federico el Grande necesitaba mucha agua para sus fuentes planificadas, la Gruta de Neptuno y una columnata de mármol en el Parque Sanssouci que ya no existe. Las características del agua fueron un elemento significativo en la arquitectura paisajista barroca. La planificación preveía bombear aguapor medio de bombas eólicas desde el Havel hasta la más tarde denominada colina en ruinas, para ser bombeado a la cuenca elevada allí construida. A través de un sistema de tubos hechos de troncos de árboles ahuecados, se suponía que el agua que fluía hacia el parque hacía que las fuentes burbujearan con su propia presión. Aunque Friedrich invirtió mucho dinero en el proyecto, no tuvo éxito, principalmente debido a la ignorancia técnica de los constructores. Después de interminables esfuerzos y un enorme uso de materiales, el deseo del rey de tener fuentes de agua finalmente se abandonó en 1780.
60 años después, las posibilidades técnicas habían madurado. La casa de máquinas de vapor fue equipada con una máquina de vapor de dos cilindros de Borsigwerke de 1842. Para operar la máquina eran necesarias 4 toneladas de hulla diarias;, a partir de las cuales se generaba una potencia de 82 hp (60 kW) con una eficiencia del 3 %;el carbón se suministró a través del Havel desde los pozos de Silesia. La energía obtenida de esta manera se usó para abastecer el depósito de agua en la colina de las ruinas con agua del Havel a través de una línea de presión de 1,8 kilómetros de largo (como estaba previsto originalmente) desde donde se abastecían las fuentes en el parque Sanssouci y los distritos de los jardines de la corte. La gran fuente debajo del Palacio Sanssouci alcanzó una altura de 38 metros m, un logro de récord técnico de la época. La máquina de vapor fue la más poderosa de su tipo en Alemania. La máquina de vapor original fue desmantelada después de 50 años de operación confiable antes de ser reemplazada en 1895 por una nueva máquina de vapor más potente con 160 PD (118 kW). Desde 1937, ésta a su vez ha sido reemplazada por dos bombas centrífugas accionadas eléctricamente, las cuales son controladas por microprocesadores desde 1992. Hoy, además de los parques, el Jardín Botánico de Potsdam, surgido a partir de un vivero del distrito, continúa recibiendo agua Havel de la cuenca en la montaña de las ruinas.
En septiembre de 1985, se abrió al público como museo y monumento técnico. La máquina de vapor original, que se ha conservado, es puesta en marcha por un motor eléctrico durante el horario de apertura. En 2007, fue nominada para el premio como hito histórico de la arquitectura de ingeniería en Alemania.

## Arquitectura
Fue erigido a petición del rey "a la manera de las mezquitas turcas con un minarete como chimenea". Aunque la inclusión de estilos arquitectónicos extranjeros era bastante común en ese momento, es el único edificio de este tipo en Potsdam. Tanto el interior como el exterior de la “Mezquita de Potsdam” se basaron en un estilo de arquitectura morisca que Ludwig Persius describe como clasicismo tardío con influencia morisca. El edificio probablemente debe el elaborado diseño de una casa funcional a su ubicación expuesta a orillas del Havel. En ese momento, la casa de máquinas de vapor era visible desde la terraza del jardín real en Sanssouci.

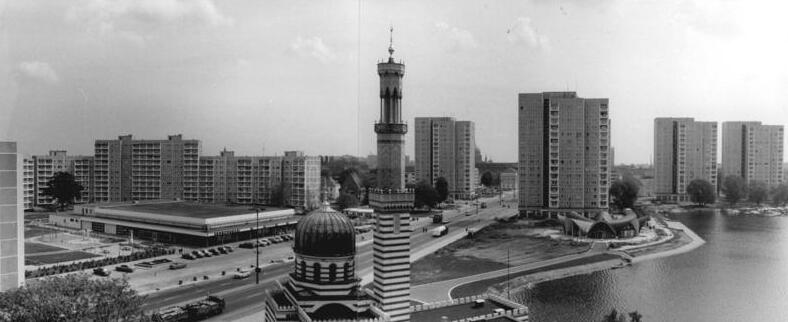
Vista aérea, casa de máquinas de vapor en primer plano, 1983
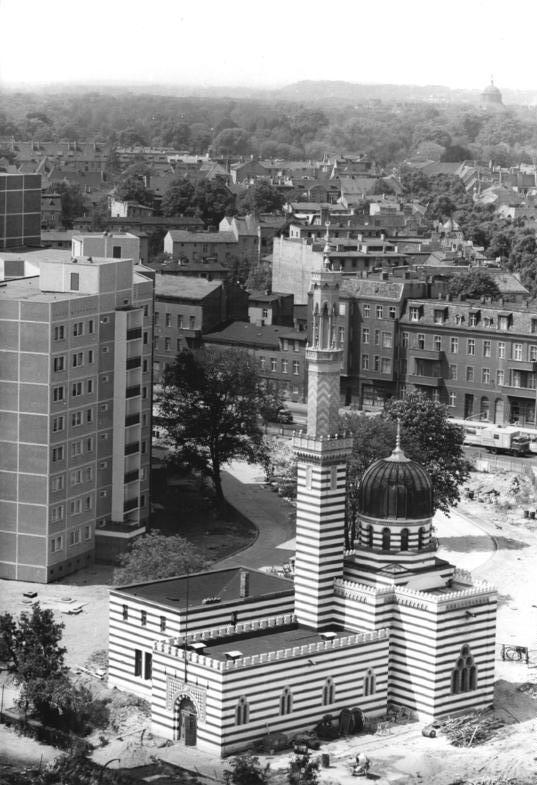
Foto aérea, 1982
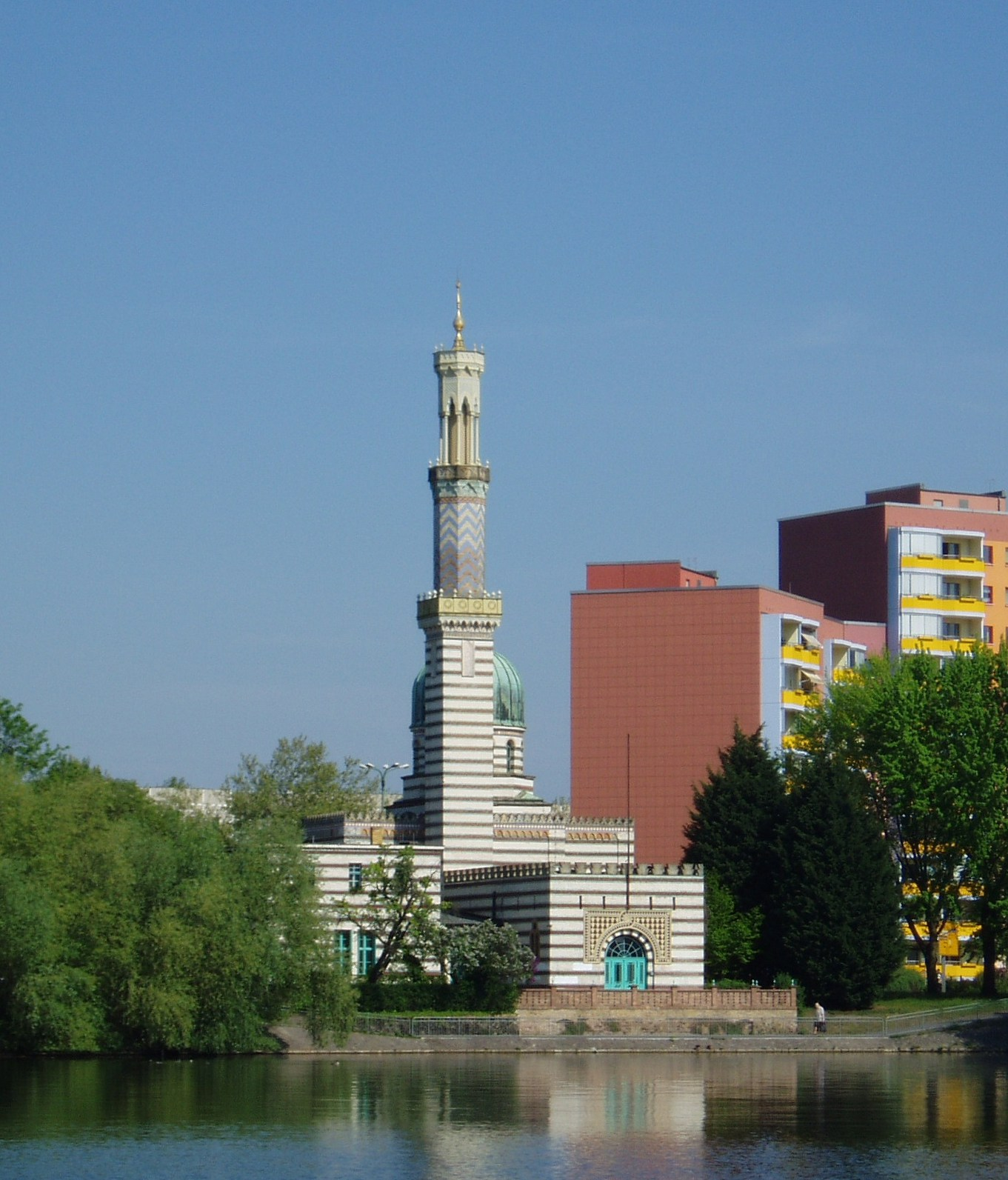
Vista desde el Havel, 2007
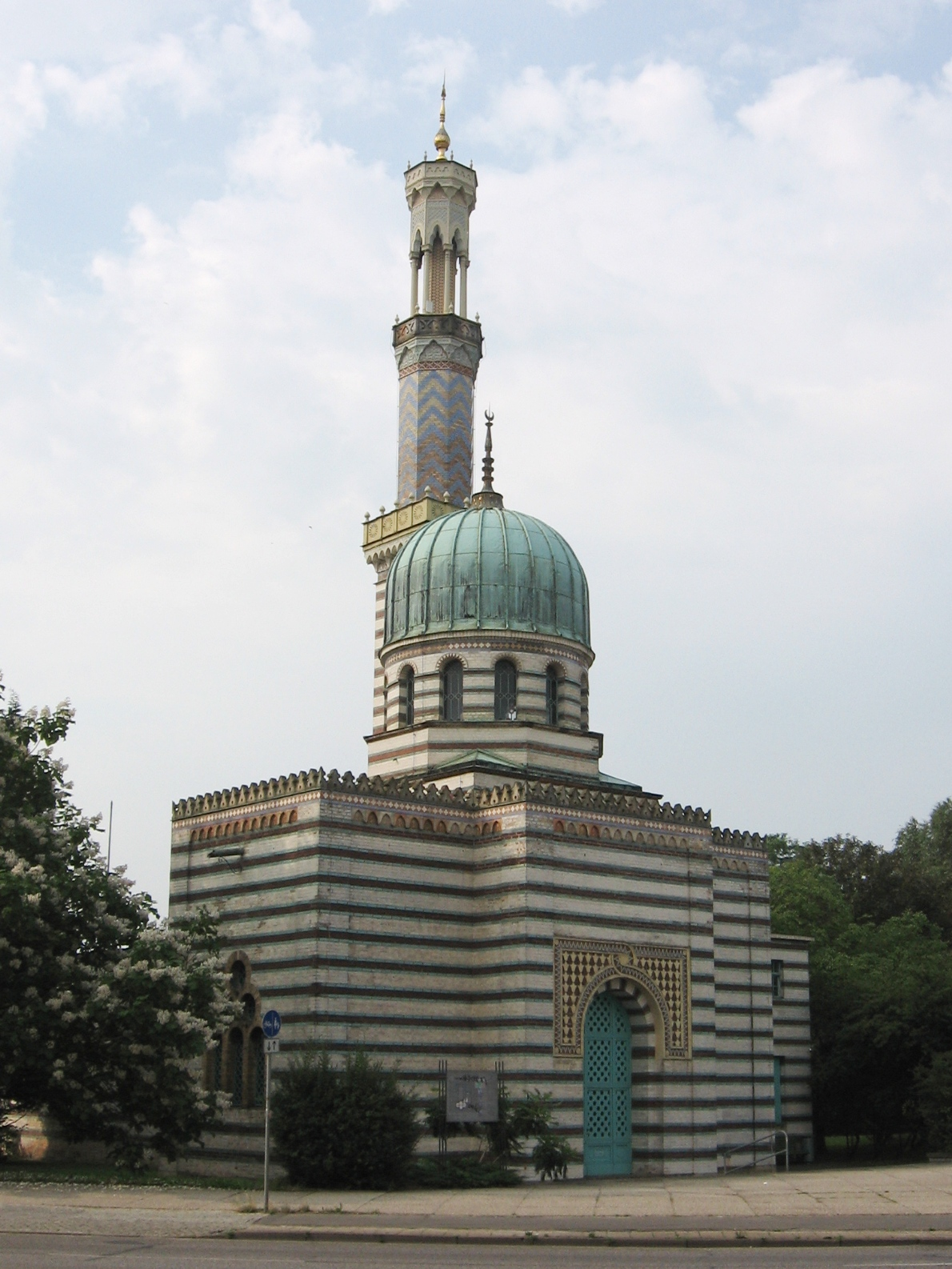
Vista desde Breite Straße, 2009

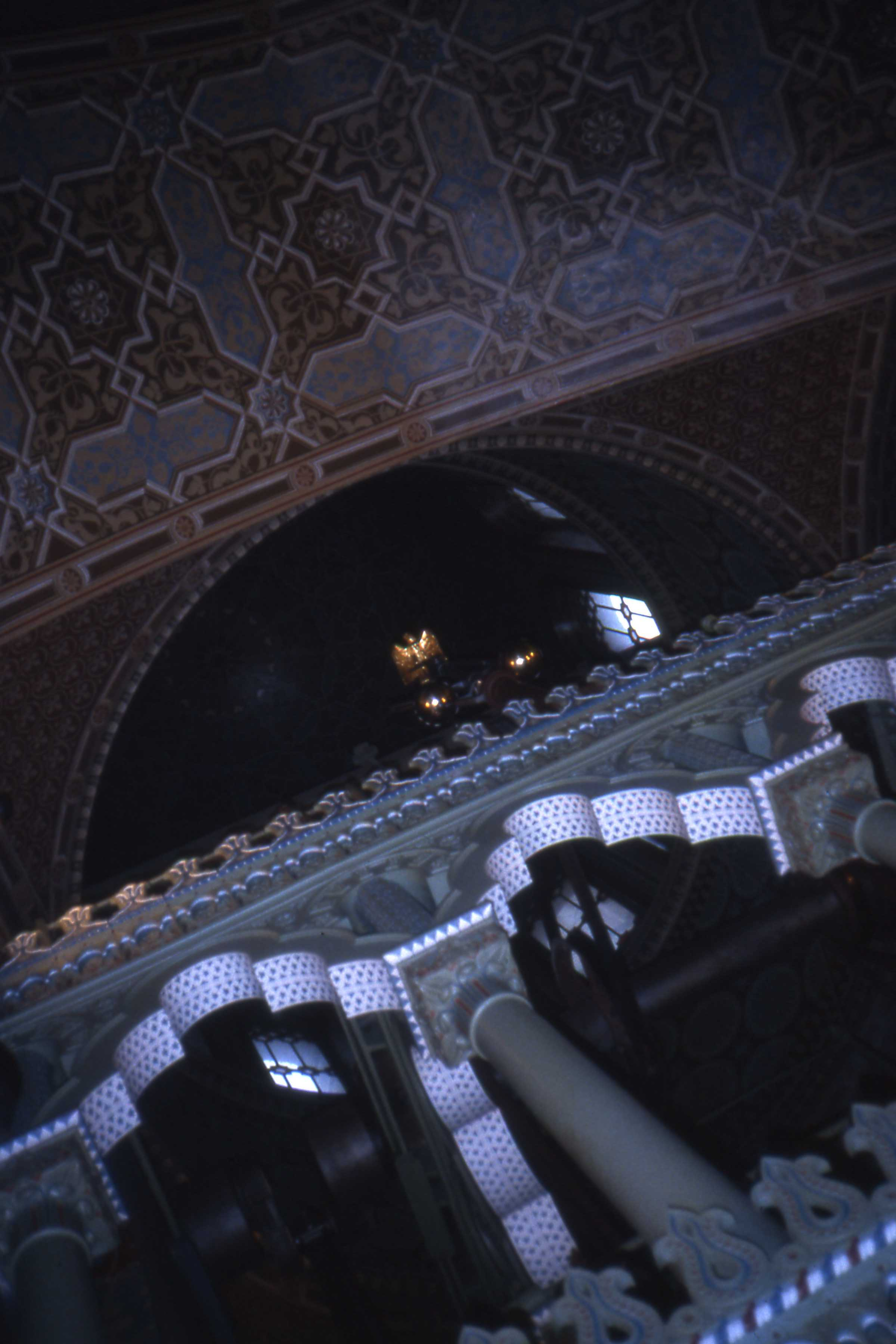
En el interior  vista, 1990
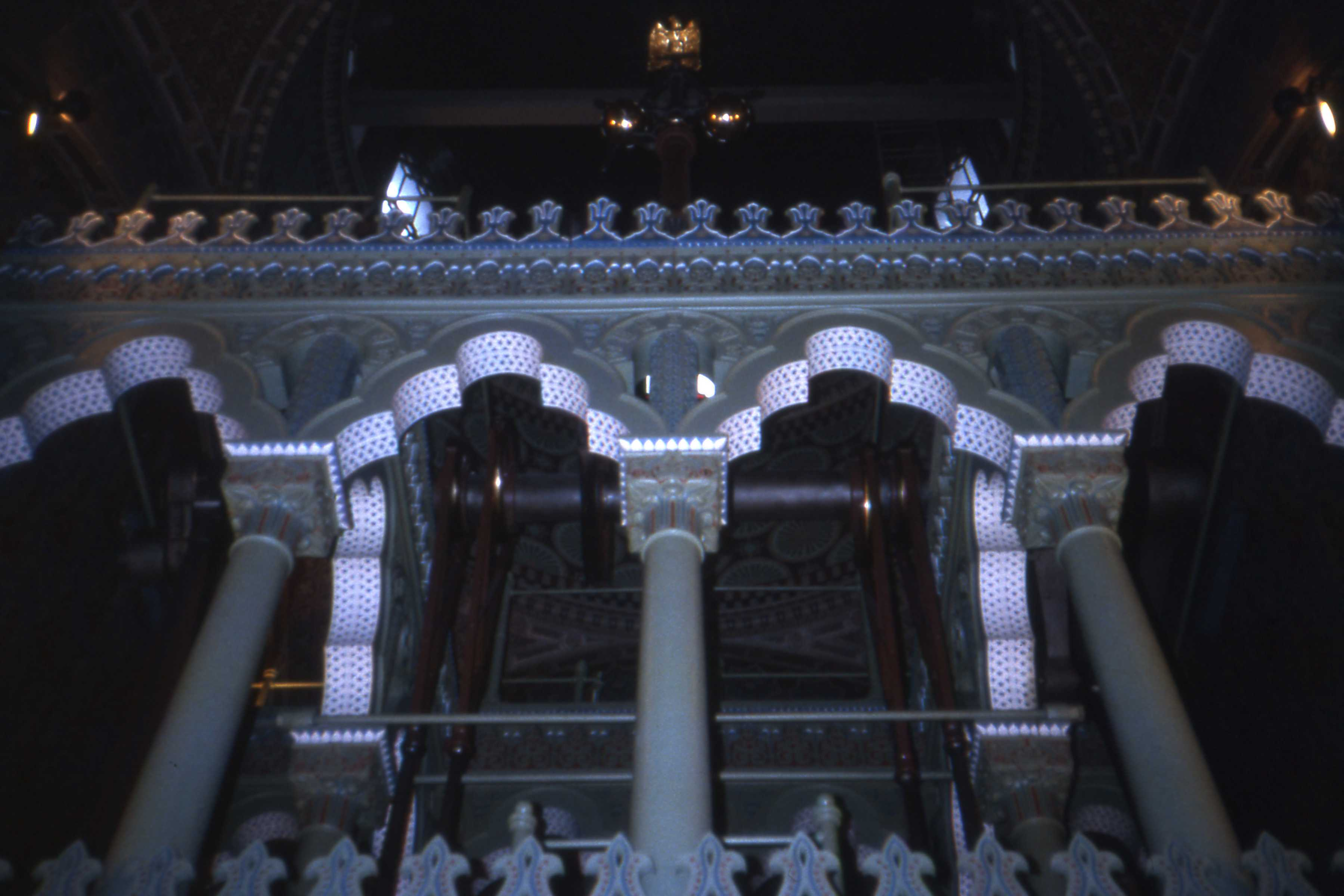
Vista interior, 1990
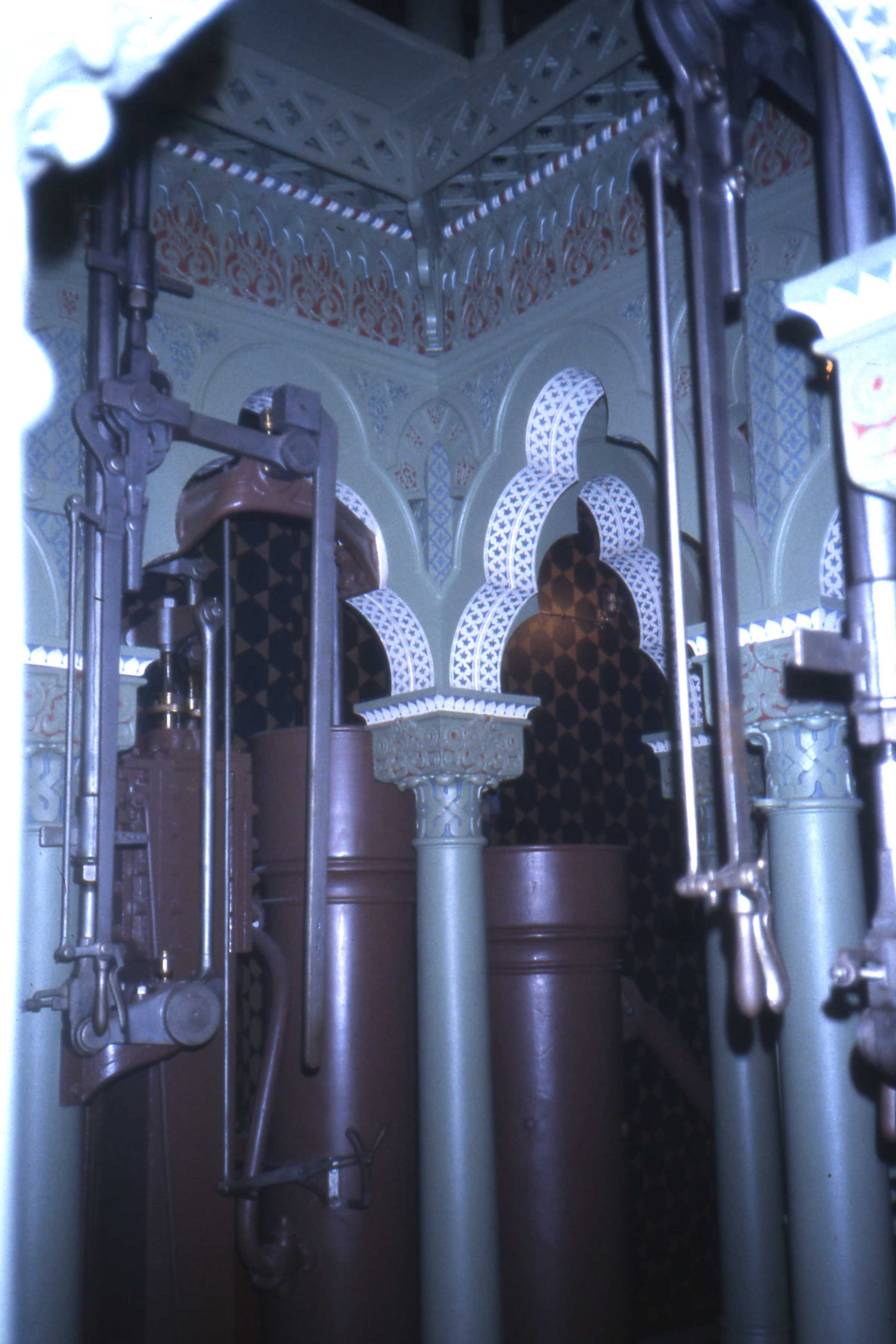
En el interior  vista, 1990
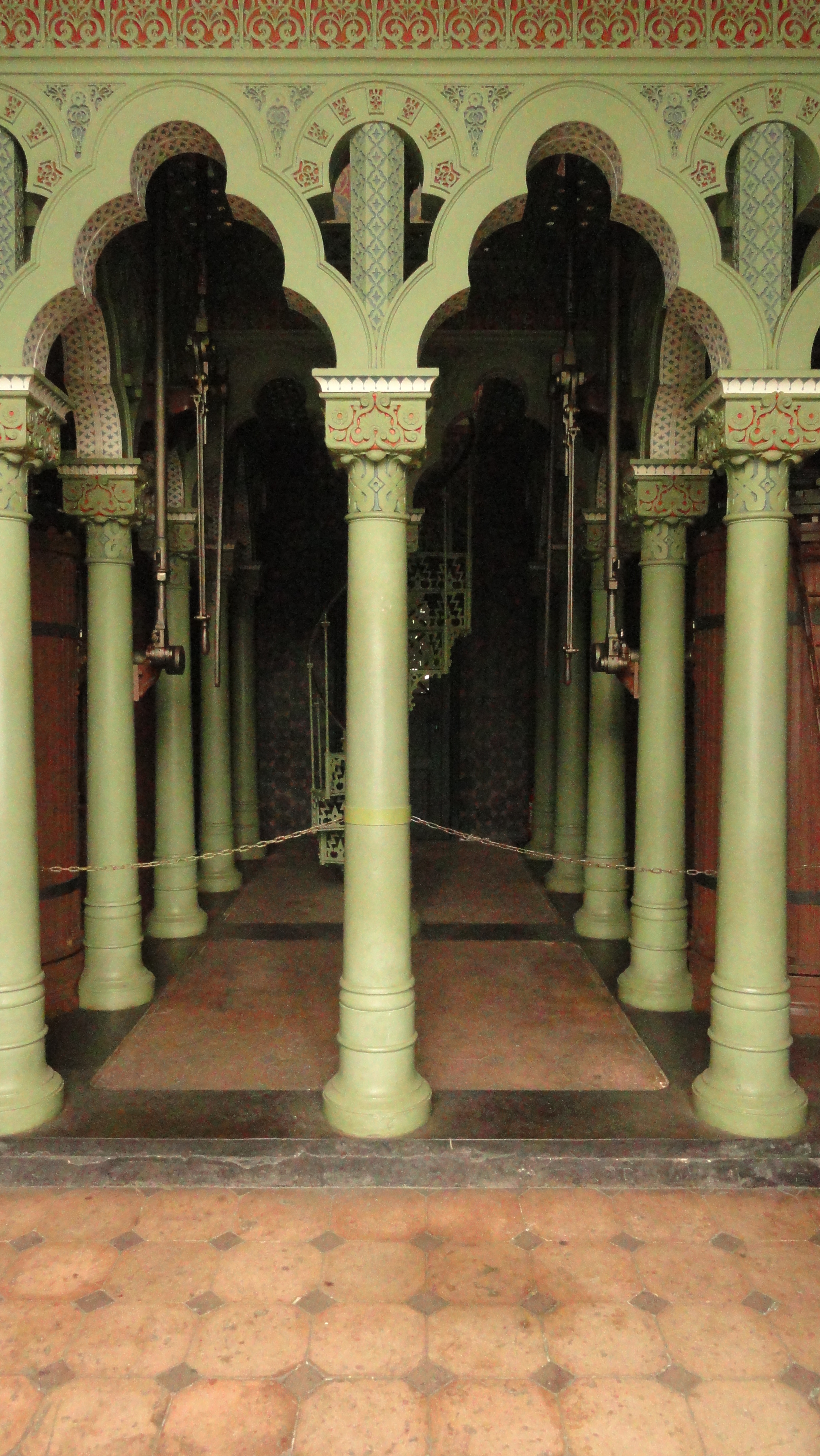
En el interior  vista, 2016
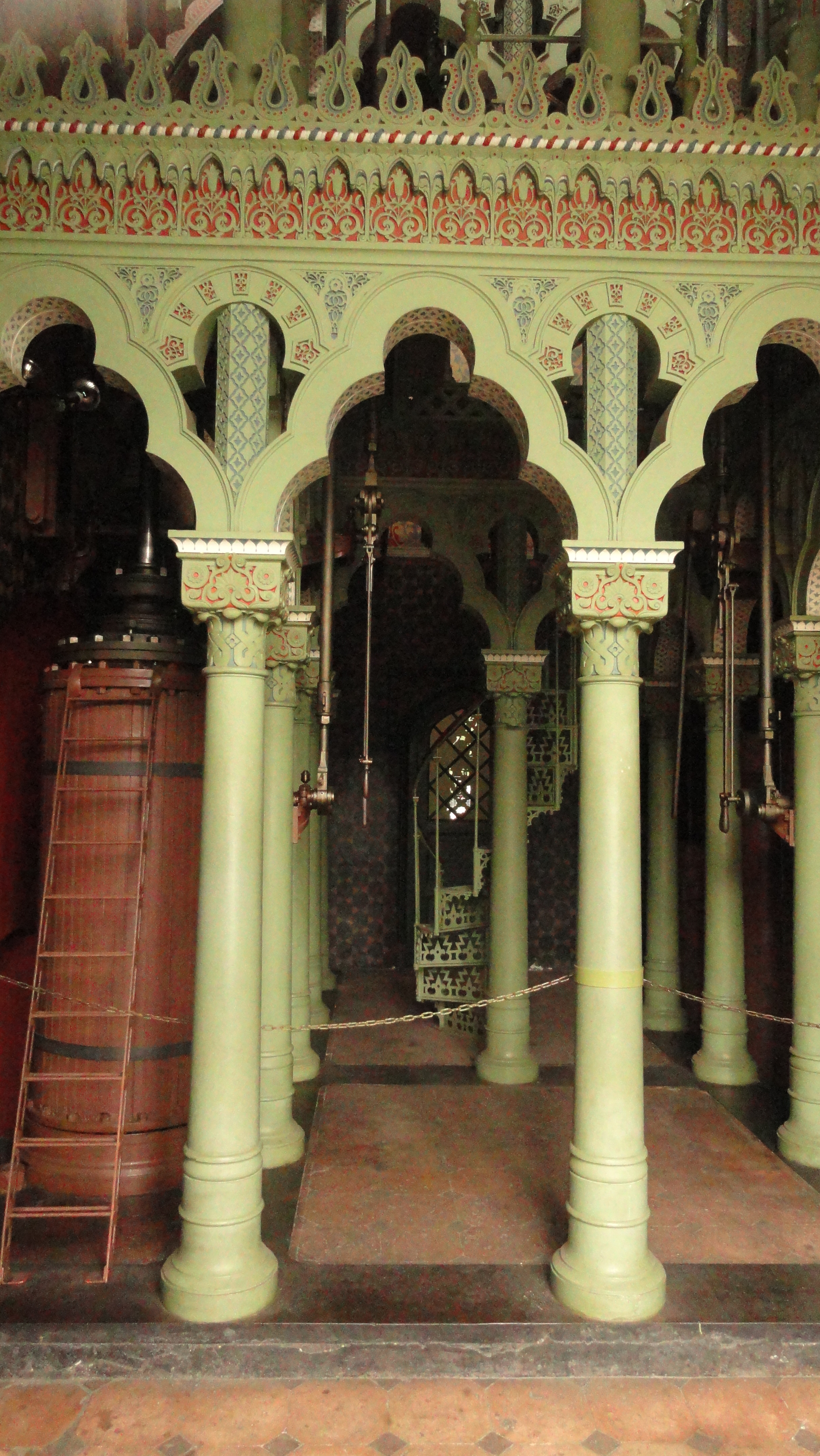
En el interior  vista, 2016

## Plantas similares
También se instalaron casas de bombas para los otros parques en el paisaje del parque de Potsdam. Sin embargo, todos estos se pueden asignar al estilo de la arquitectura normanda :
- Casa de máquinas de vapor en el Parque Babelsberg - Construido en la misma época.
- Jardinero de la corte y casa de máquinas en el parque de Klein-Glienicke – unos años mayor; la casa de máquinas no es independiente, sino una extensión de una torre de agua.
- Casa de máquinas o bombas como extensión de la lechería en New Garden – alrededor de 20 construido años después.